# دومينيك شميد (لاعب كرة قدم)
دومينيك شميد (10 مارس 1998 براينفيلدن في سويسرا - ) هو لاعب كرة قدم سويسري في مركز الوسط.

## وصلات خارجية
- دومينيك شميد على موقع الاتحاد الأوربي (الإنجليزية)
- دومينيك شميد على موقع قاعدة بيانات كرة القدم.إي يو (الإنجليزية)
- دومينيك شميد على موقع Soccerway.com (الإنجليزية)